# Grand Prix de Denain 2023
La 64e édition du Grand Prix de Denain a lieu le 16 mars 2023. Elle fait partie du calendrier UCI ProSeries 2023 (deuxième niveau mondial) en catégorie 1.Pro et constitue l'une des manches de la Coupe de France de cyclisme sur route 2023.

## Présentation

### Équipes
Dix-neuf équipes participent à ce Grand Prix de Denain : neuf WorldTeams, sept ProTeams et trois équipes continentales
| WorldTeams (9)- AG2R Citroën Team - Alpecin-Deceuninck - Cofidis - Groupama-FDJ - Intermarché-Circus-Wanty - Jumbo-Visma - Arkéa-Samsic - Trek-Segafredo - UAE Team Emirates ProTeams (7)- Bingoal WB - Human Powered Health - Lotto Dstny - Q36.5 Pro Cycling Team - Team Corratec - Team Flanders-Baloise - TotalEnergies Équipes continentales (3)- CIC U Nantes Atlantique - Saint Michel-Mavic-Auber 93 - Go Sport-Roubaix Lille Métropole |
| |

## Classement final

### Classement général
| \| Classement général \| Classement général \| Classement général \| Classement général \| Classement général \| \| Coureur \| Coureur \| Pays \| Équipe \| Temps \| \| ------------------ \| -------------------- \| ------------------ \| --------------------------- \| ------------------ \| \| 1er \| Sebastián Molano \| Colombie \| UAE Team Emirates \| 4 h 37 min 54 s \| \| 2e \| Tim van Dijke \| Pays-Bas \| Jumbo-Visma \| + 0 s \| \| 3e \| Timo Kielich \| Belgique \| Alpecin-Deceuninck \| + 0 s \| \| 4e \| Edvald Boasson Hagen \| Norvège \| TotalEnergies \| + 0 s \| \| 5e \| Mikkel Bjerg \| Danemark \| UAE Team Emirates \| + 5 s \| \| 6e \| Samuel Watson \| Royaume-Uni \| Groupama-FDJ \| + 9 s \| \| 7e \| Milan Menten \| Belgique \| Lotto Dstny \| + 12 s \| \| 8e \| Taco van der Hoorn \| Pays-Bas \| Intermarché-Circus-Wanty \| + 14 s \| \| 9e \| Thomas Gachignard \| France \| Saint Michel-Mavic-Auber 93 \| + 17 s \| \| 10e \| Paul Lapeira \| France \| AG2R Citroën Team \| + 17 s \| |                      |             |                             |                 |
| |                      |             |                             |                 |
| Source : ProCyclingStats |                      |             |                             |                 |
| Classement général |                      |             |                             |                 |
| Coureur | Coureur              | Pays        | Équipe                      | Temps           |
| 1er | Sebastián Molano     | Colombie    | UAE Team Emirates           | 4 h 37 min 54 s |
| 2e | Tim van Dijke        | Pays-Bas    | Jumbo-Visma                 | + 0 s           |
| 3e | Timo Kielich         | Belgique    | Alpecin-Deceuninck          | + 0 s           |
| 4e | Edvald Boasson Hagen | Norvège     | TotalEnergies               | + 0 s           |
| 5e | Mikkel Bjerg         | Danemark    | UAE Team Emirates           | + 5 s           |
| 6e | Samuel Watson        | Royaume-Uni | Groupama-FDJ                | + 9 s           |
| 7e | Milan Menten         | Belgique    | Lotto Dstny                 | + 12 s          |
| 8e | Taco van der Hoorn   | Pays-Bas    | Intermarché-Circus-Wanty    | + 14 s          |
| 9e | Thomas Gachignard    | France      | Saint Michel-Mavic-Auber 93 | + 17 s          |
| 10e | Paul Lapeira         | France      | AG2R Citroën Team           | + 17 s          |

### Classement UCI
La course attribue des points au classement mondial UCI 2023 selon le barème suivant :
| Position           | 1er | 2e  | 3e  | 4e  | 5e | 6e | 7e | 8e | 9e | 10e | 11e | 12e | 13e | 14e | 15e | 16e à 30e | 31e à 40e |
| Classement général | 200 | 150 | 125 | 100 | 85 | 70 | 60 | 50 | 40 | 35  | 30  | 25  | 20  | 15  | 10  | 5         | 3         |

## Liste des participants
| Cofidis COF | Cofidis COF            | Cofidis COF |
| ----------- | ---------------------- | ----------- |
| Num         | Coureur                | Pos         |
| 1           | Max Walscheid (GER)    | 40e         |
| 2           | Piet Allegaert (BEL)   | AB          |
| 3           | André Carvalho (POR)   | 81e         |
| 4           | Eddy Finé (FRA)        | AB          |
| 5           | Wesley Kreder (NED)    | 15e         |
| 6           | Christophe Noppe (BEL) | AB          |
| 7           | Jelle Wallays (BEL)    | 44e         |

| AG2R Citroën Team ACT | AG2R Citroën Team ACT     | AG2R Citroën Team ACT |
| --------------------- | ------------------------- | --------------------- |
| Num                   | Coureur                   | Pos                   |
| 11                    | Stan Dewulf (BEL)         | 53e                   |
| 12                    | Pierre Gautherat (FRA)    | 26e                   |
| 13                    | Paul Lapeira (FRA)        | 10e                   |
| 14                    | Valentin Retailleau (FRA) | AB                    |
| 15                    | Damien Touzé (FRA)        | 78e                   |
| 16                    | Bastien Tronchon (FRA)    | 54e                   |
| 17                    | Clément Venturini (FRA)   | AB                    |

| Alpecin-Deceuninck ADC | Alpecin-Deceuninck ADC    | Alpecin-Deceuninck ADC |
| ---------------------- | ------------------------- | ---------------------- |
| Num                    | Coureur                   | Pos                    |
| 21                     | Axel Laurance (FRA)       | 66e                    |
| 22                     | Ramon Sinkeldam (NED)     | 58e                    |
| 23                     | Dries De Bondt (BEL)      | 45e                    |
| 24                     | Tobias Bayer (AUT)        | AB                     |
| 25                     | Maurice Ballerstedt (GER) | 68e                    |
| 26                     | Timo Kielich (BEL)        | 3e                     |
| 27                     | Lionel Taminiaux (BEL)    | 47e                    |

| Groupama-FDJ GFC | Groupama-FDJ GFC      | Groupama-FDJ GFC |
| ---------------- | --------------------- | ---------------- |
| Num              | Coureur               | Pos              |
| 31               | Lewis Askey (GBR)     | 14e              |
| 32               | Clément Davy (FRA)    | AB               |
| 33               | Enzo Paleni (FRA)     | AB               |
| 34               | Paul Penhoët (FRA)    | 80e              |
| 35               | Laurence Pithie (NZL) | 65e              |
| 36               | Samuel Watson (GBR)   | 6e               |
| 37               | Bram Welten (NED)     | AB               |

| Intermarché-Circus-Wanty ICW | Intermarché-Circus-Wanty ICW    | Intermarché-Circus-Wanty ICW |
| ---------------------------- | ------------------------------- | ---------------------------- |
| Num                          | Coureur                         | Pos                          |
| 41                           | Arne Marit (BEL)                | 62e                          |
| 42                           | Hugo Page (FRA)                 | 34e                          |
| 43                           | Tom Paquot (BEL)                | 27e                          |
| 44                           | Axel Huens (FRA)                | 56e                          |
| 45                           | Laurenz Rex (BEL)               | 46e                          |
| 46                           | Taco van der Hoorn (NED)        | 8e                           |
| 47                           | Roel van Sintmaartensdijk (NED) | 33e                          |

| Jumbo-Visma TJV | Jumbo-Visma TJV          | Jumbo-Visma TJV |
| --------------- | ------------------------ | --------------- |
| Num             | Coureur                  | Pos             |
| 52              | Tim van Dijke (NED)      | 2e              |
| 53              | Loe van Belle (NED)      | 20e             |
| 54              | Olav Kooij (NED)         | 59e             |
| 55              | Timo Roosen (NED)        | 43e             |
| 56              | Tosh Van der Sande (BEL) | 32e             |
| 57              | Lars Boven (NED)         | 67e             |

| Arkéa-Samsic ARK | Arkéa-Samsic ARK        | Arkéa-Samsic ARK |
| ---------------- | ----------------------- | ---------------- |
| Num              | Coureur                 | Pos              |
| 61               | Daniel McLay (GBR)      | 12e              |
| 62               | Louis Barré (FRA)       | AB               |
| 63               | Hugo Hofstetter (FRA)   | AB               |
| 64               | Anthony Delaplace (FRA) | 25e              |
| 65               | David Dekker (NED)      | AB               |
| 66               | Łukasz Owsian (POL)     | AB               |
| 67               | Andrii Ponomar (UKR)    | 60e              |

| Trek-Segafredo TFS | Trek-Segafredo TFS          | Trek-Segafredo TFS |
| ------------------ | --------------------------- | ------------------ |
| Num                | Coureur                     | Pos                |
| 71                 | Marc Brustenga (ESP)        | 87e                |
| 72                 | Edward Theuns (BEL)         | AB                 |
| 73                 | Emīls Liepiņš (LAT) (route) | 75e                |
| 74                 | Thibau Nys (BEL)            | AB                 |
| 75                 | Mathias Vacek (CZE)         | 57e                |

| UAE Team Emirates UAD | UAE Team Emirates UAD  | UAE Team Emirates UAD |
| --------------------- | ---------------------- | --------------------- |
| Num                   | Coureur                | Pos                   |
| 81                    | Sjoerd Bax (NED)       | AB                    |
| 82                    | Mikkel Bjerg (DEN)     | 5e                    |
| 83                    | Felix Groß (GER)       | AB                    |
| 84                    | Sebastián Molano (COL) | 1er                   |
| 85                    | Pascal Ackermann (GER) | AB                    |
| 86                    | Ryan Gibbons (RSA)     | 35e                   |
| 87                    | Michael Vink (NZL)     | 85e                   |

| Bingoal WB BWB | Bingoal WB BWB                 | Bingoal WB BWB |
| -------------- | ------------------------------ | -------------- |
| Num            | Coureur                        | Pos            |
| 91             | Dorian De Maeght (BEL)         | NP             |
| 92             | Luca De Meester (BEL)          | 38e            |
| 93             | Cériel Desal (BEL)             | 84e            |
| 94             | Karl Patrick Lauk (EST)        | 74e            |
| 95             | Ludovic Robeet (BEL)           | AB             |
| 96             | Guillaume Van Keirsbulck (BEL) | 18e            |
| 97             | Nathan Vandepitte (FRA)        | 31e            |

| Human Powered Health HPM | Human Powered Health HPM       | Human Powered Health HPM |
| ------------------------ | ------------------------------ | ------------------------ |
| Num                      | Coureur                        | Pos                      |
| 101                      | Stanisław Aniołkowski (POL)    | 83e                      |
| 102                      | Alan Banaszek (POL)            | 23e                      |
| 103                      | Charles-Étienne Chrétien (CAN) | 69e                      |
| 104                      | Chad Haga (USA)                | NP                       |
| 105                      | Colin Joyce (USA)              | 55e                      |
| 106                      | Barnabás Peák (HUN)            | AB                       |
| 107                      | Benjamin Perry (CAN)           | 51e                      |

| Lotto Dstny LTD | Lotto Dstny LTD             | Lotto Dstny LTD |
| --------------- | --------------------------- | --------------- |
| Num             | Coureur                     | Pos             |
| 111             | Sébastien Grignard (BEL)    | 49e             |
| 112             | Branko Huys (BEL)           | 73e             |
| 113             | Lorenz Van de Wynkele (BEL) | AB              |
| 114             | Milan Menten (BEL)          | 7e              |
| 115             | Michael Schwarzmann (GER)   | 39e             |
| 116             | Rüdiger Selig (GER)         | 13e             |
| 117             | Liam Slock (BEL)            | 28e             |

| Q36.5 Pro Cycling Team Q36 | Q36.5 Pro Cycling Team Q36 | Q36.5 Pro Cycling Team Q36 |
| -------------------------- | -------------------------- | -------------------------- |
| Num                        | Coureur                    | Pos                        |
| 121                        | Fabio Christen (SUI)       | 72e                        |
| 122                        | Filippo Colombo (SUI)      | 17e                        |
| 123                        | Tom Devriendt (BEL)        | AB                         |
| 124                        | Kamil Małecki (POL)        | AB                         |
| 125                        | Nicolò Parisini (ITA)      | AB                         |
| 126                        | Szymon Sajnok (POL)        | AB                         |
| 127                        | Nickolas Zukowsky (CAN)    | 30e                        |

| Team Corratec COR | Team Corratec COR         | Team Corratec COR |
| ----------------- | ------------------------- | ----------------- |
| Num               | Coureur                   | Pos               |
| 131               | Antonio Barać (CRO)       | AB                |
| 132               | Nicolas Dalla Valle (ITA) | 64e               |
| 133               | Giulio Masotto (ITA)      | AB                |
| 134               | Charlie Quarterman (GBR)  | AB                |
| 135               | Lorenzo Quartucci (ITA)   | AB                |
| 136               | Etienne van Empel (NED)   | AB                |
| 137               | Samuele Zambelli (ITA)    | 70e               |

| Team Flanders-Baloise TFB | Team Flanders-Baloise TFB | Team Flanders-Baloise TFB |
| ------------------------- | ------------------------- | ------------------------- |
| Num                       | Coureur                   | Pos                       |
| 141                       | Jules Hesters (BEL)       | AB                        |
| 142                       | Sander De Pestel (BEL)    | 48e                       |
| 143                       | Gilles De Wilde (BEL)     | 21e                       |
| 144                       | Milan Fretin (BEL)        | 37e                       |
| 145                       | Tuur Dens (BEL)           | 71e                       |
| 146                       | Ward Vanhoof (BEL)        | 41e                       |
| 147                       | Aaron Verwilst (BEL)      | AB                        |

| TotalEnergies TEN | TotalEnergies TEN          | TotalEnergies TEN |
| ----------------- | -------------------------- | ----------------- |
| Num               | Coureur                    | Pos               |
| 151               | Edvald Boasson Hagen (NOR) | 4e                |
| 152               | Thomas Bonnet (FRA)        | 61e               |
| 154               | Émilien Jeannière (FRA)    | AB                |
| 155               | Lorrenzo Manzin (FRA)      | AB                |
| 156               | Dries Van Gestel (BEL)     | AB                |
| 157               | Mattéo Vercher (FRA)       | 86e               |

| CIC U Nantes Atlantique UCN | CIC U Nantes Atlantique UCN | CIC U Nantes Atlantique UCN |
| --------------------------- | --------------------------- | --------------------------- |
| Num                         | Coureur                     | Pos                         |
| 161                         | Pierre Barbier (FRA)        | 79e                         |
| 162                         | Enzo Boulet (FRA)           | AB                          |
| 163                         | Léo Danès (FRA)             | 50e                         |
| 164                         | Maël Guégan (FRA)           | 16e                         |
| 165                         | Rasmus Søjberg (DEN)        | AB                          |
| 166                         | Nolann Mahoudo (FRA)        | 36e                         |
| 167                         | Emmanuel Morin (FRA)        | 19e                         |

| Go Sport-Roubaix Lille Métropole GRL | Go Sport-Roubaix Lille Métropole GRL | Go Sport-Roubaix Lille Métropole GRL |
| ------------------------------------ | ------------------------------------ | ------------------------------------ |
| Num                                  | Coureur                              | Pos                                  |
| 171                                  | Samuel Leroux (FRA)                  | 77e                                  |
| 172                                  | Rait Ärm (EST)                       | 29e                                  |
| 173                                  | Célestin Guillon (FRA)               | AB                                   |
| 174                                  | Maxime Jarnet (FRA)                  | 11e                                  |
| 175                                  | Tom Mainguenaud (FRA)                | 76e                                  |
| 176                                  | Jérémy Leveau (FRA)                  | 42e                                  |
| 177                                  | Norman Vahtra (EST)                  | 22e                                  |

| Saint Michel-Mavic-Auber 93 AUB | Saint Michel-Mavic-Auber 93 AUB | Saint Michel-Mavic-Auber 93 AUB |
| ------------------------------- | ------------------------------- | ------------------------------- |
| Num                             | Coureur                         | Pos                             |
| 181                             | Rudy Barbier (FRA)              | 63e                             |
| 182                             | Romain Cardis (FRA)             | 82e                             |
| 183                             | Nicolas Debeaumarché (FRA)      | AB                              |
| 184                             | Théo Delacroix (FRA)            | 24e                             |
| 185                             | Thomas Gachignard (FRA)         | 9e                              |
| 186                             | Joris Delbove (FRA)             | 52e                             |
| 187                             | Florian Rapiteau (FRA)          | AB                              |

| Cofidis COF | Cofidis COF            | Cofidis COF |
| ----------- | ---------------------- | ----------- |
| Num         | Coureur                | Pos         |
| 1           | Max Walscheid (GER)    | 40e         |
| 2           | Piet Allegaert (BEL)   | AB          |
| 3           | André Carvalho (POR)   | 81e         |
| 4           | Eddy Finé (FRA)        | AB          |
| 5           | Wesley Kreder (NED)    | 15e         |
| 6           | Christophe Noppe (BEL) | AB          |
| 7           | Jelle Wallays (BEL)    | 44e         |

| AG2R Citroën Team ACT | AG2R Citroën Team ACT     | AG2R Citroën Team ACT |
| --------------------- | ------------------------- | --------------------- |
| Num                   | Coureur                   | Pos                   |
| 11                    | Stan Dewulf (BEL)         | 53e                   |
| 12                    | Pierre Gautherat (FRA)    | 26e                   |
| 13                    | Paul Lapeira (FRA)        | 10e                   |
| 14                    | Valentin Retailleau (FRA) | AB                    |
| 15                    | Damien Touzé (FRA)        | 78e                   |
| 16                    | Bastien Tronchon (FRA)    | 54e                   |
| 17                    | Clément Venturini (FRA)   | AB                    |

| Alpecin-Deceuninck ADC | Alpecin-Deceuninck ADC    | Alpecin-Deceuninck ADC |
| ---------------------- | ------------------------- | ---------------------- |
| Num                    | Coureur                   | Pos                    |
| 21                     | Axel Laurance (FRA)       | 66e                    |
| 22                     | Ramon Sinkeldam (NED)     | 58e                    |
| 23                     | Dries De Bondt (BEL)      | 45e                    |
| 24                     | Tobias Bayer (AUT)        | AB                     |
| 25                     | Maurice Ballerstedt (GER) | 68e                    |
| 26                     | Timo Kielich (BEL)        | 3e                     |
| 27                     | Lionel Taminiaux (BEL)    | 47e                    |

| Groupama-FDJ GFC | Groupama-FDJ GFC      | Groupama-FDJ GFC |
| ---------------- | --------------------- | ---------------- |
| Num              | Coureur               | Pos              |
| 31               | Lewis Askey (GBR)     | 14e              |
| 32               | Clément Davy (FRA)    | AB               |
| 33               | Enzo Paleni (FRA)     | AB               |
| 34               | Paul Penhoët (FRA)    | 80e              |
| 35               | Laurence Pithie (NZL) | 65e              |
| 36               | Samuel Watson (GBR)   | 6e               |
| 37               | Bram Welten (NED)     | AB               |

| Intermarché-Circus-Wanty ICW | Intermarché-Circus-Wanty ICW    | Intermarché-Circus-Wanty ICW |
| ---------------------------- | ------------------------------- | ---------------------------- |
| Num                          | Coureur                         | Pos                          |
| 41                           | Arne Marit (BEL)                | 62e                          |
| 42                           | Hugo Page (FRA)                 | 34e                          |
| 43                           | Tom Paquot (BEL)                | 27e                          |
| 44                           | Axel Huens (FRA)                | 56e                          |
| 45                           | Laurenz Rex (BEL)               | 46e                          |
| 46                           | Taco van der Hoorn (NED)        | 8e                           |
| 47                           | Roel van Sintmaartensdijk (NED) | 33e                          |

| Jumbo-Visma TJV | Jumbo-Visma TJV          | Jumbo-Visma TJV |
| --------------- | ------------------------ | --------------- |
| Num             | Coureur                  | Pos             |
| 52              | Tim van Dijke (NED)      | 2e              |
| 53              | Loe van Belle (NED)      | 20e             |
| 54              | Olav Kooij (NED)         | 59e             |
| 55              | Timo Roosen (NED)        | 43e             |
| 56              | Tosh Van der Sande (BEL) | 32e             |
| 57              | Lars Boven (NED)         | 67e             |

| Arkéa-Samsic ARK | Arkéa-Samsic ARK        | Arkéa-Samsic ARK |
| ---------------- | ----------------------- | ---------------- |
| Num              | Coureur                 | Pos              |
| 61               | Daniel McLay (GBR)      | 12e              |
| 62               | Louis Barré (FRA)       | AB               |
| 63               | Hugo Hofstetter (FRA)   | AB               |
| 64               | Anthony Delaplace (FRA) | 25e              |
| 65               | David Dekker (NED)      | AB               |
| 66               | Łukasz Owsian (POL)     | AB               |
| 67               | Andrii Ponomar (UKR)    | 60e              |

| Trek-Segafredo TFS | Trek-Segafredo TFS          | Trek-Segafredo TFS |
| ------------------ | --------------------------- | ------------------ |
| Num                | Coureur                     | Pos                |
| 71                 | Marc Brustenga (ESP)        | 87e                |
| 72                 | Edward Theuns (BEL)         | AB                 |
| 73                 | Emīls Liepiņš (LAT) (route) | 75e                |
| 74                 | Thibau Nys (BEL)            | AB                 |
| 75                 | Mathias Vacek (CZE)         | 57e                |

| UAE Team Emirates UAD | UAE Team Emirates UAD  | UAE Team Emirates UAD |
| --------------------- | ---------------------- | --------------------- |
| Num                   | Coureur                | Pos                   |
| 81                    | Sjoerd Bax (NED)       | AB                    |
| 82                    | Mikkel Bjerg (DEN)     | 5e                    |
| 83                    | Felix Groß (GER)       | AB                    |
| 84                    | Sebastián Molano (COL) | 1er                   |
| 85                    | Pascal Ackermann (GER) | AB                    |
| 86                    | Ryan Gibbons (RSA)     | 35e                   |
| 87                    | Michael Vink (NZL)     | 85e                   |

| Bingoal WB BWB | Bingoal WB BWB                 | Bingoal WB BWB |
| -------------- | ------------------------------ | -------------- |
| Num            | Coureur                        | Pos            |
| 91             | Dorian De Maeght (BEL)         | NP             |
| 92             | Luca De Meester (BEL)          | 38e            |
| 93             | Cériel Desal (BEL)             | 84e            |
| 94             | Karl Patrick Lauk (EST)        | 74e            |
| 95             | Ludovic Robeet (BEL)           | AB             |
| 96             | Guillaume Van Keirsbulck (BEL) | 18e            |
| 97             | Nathan Vandepitte (FRA)        | 31e            |

| Human Powered Health HPM | Human Powered Health HPM       | Human Powered Health HPM |
| ------------------------ | ------------------------------ | ------------------------ |
| Num                      | Coureur                        | Pos                      |
| 101                      | Stanisław Aniołkowski (POL)    | 83e                      |
| 102                      | Alan Banaszek (POL)            | 23e                      |
| 103                      | Charles-Étienne Chrétien (CAN) | 69e                      |
| 104                      | Chad Haga (USA)                | NP                       |
| 105                      | Colin Joyce (USA)              | 55e                      |
| 106                      | Barnabás Peák (HUN)            | AB                       |
| 107                      | Benjamin Perry (CAN)           | 51e                      |

| Lotto Dstny LTD | Lotto Dstny LTD             | Lotto Dstny LTD |
| --------------- | --------------------------- | --------------- |
| Num             | Coureur                     | Pos             |
| 111             | Sébastien Grignard (BEL)    | 49e             |
| 112             | Branko Huys (BEL)           | 73e             |
| 113             | Lorenz Van de Wynkele (BEL) | AB              |
| 114             | Milan Menten (BEL)          | 7e              |
| 115             | Michael Schwarzmann (GER)   | 39e             |
| 116             | Rüdiger Selig (GER)         | 13e             |
| 117             | Liam Slock (BEL)            | 28e             |

| Q36.5 Pro Cycling Team Q36 | Q36.5 Pro Cycling Team Q36 | Q36.5 Pro Cycling Team Q36 |
| -------------------------- | -------------------------- | -------------------------- |
| Num                        | Coureur                    | Pos                        |
| 121                        | Fabio Christen (SUI)       | 72e                        |
| 122                        | Filippo Colombo (SUI)      | 17e                        |
| 123                        | Tom Devriendt (BEL)        | AB                         |
| 124                        | Kamil Małecki (POL)        | AB                         |
| 125                        | Nicolò Parisini (ITA)      | AB                         |
| 126                        | Szymon Sajnok (POL)        | AB                         |
| 127                        | Nickolas Zukowsky (CAN)    | 30e                        |

| Team Corratec COR | Team Corratec COR         | Team Corratec COR |
| ----------------- | ------------------------- | ----------------- |
| Num               | Coureur                   | Pos               |
| 131               | Antonio Barać (CRO)       | AB                |
| 132               | Nicolas Dalla Valle (ITA) | 64e               |
| 133               | Giulio Masotto (ITA)      | AB                |
| 134               | Charlie Quarterman (GBR)  | AB                |
| 135               | Lorenzo Quartucci (ITA)   | AB                |
| 136               | Etienne van Empel (NED)   | AB                |
| 137               | Samuele Zambelli (ITA)    | 70e               |

| Team Flanders-Baloise TFB | Team Flanders-Baloise TFB | Team Flanders-Baloise TFB |
| ------------------------- | ------------------------- | ------------------------- |
| Num                       | Coureur                   | Pos                       |
| 141                       | Jules Hesters (BEL)       | AB                        |
| 142                       | Sander De Pestel (BEL)    | 48e                       |
| 143                       | Gilles De Wilde (BEL)     | 21e                       |
| 144                       | Milan Fretin (BEL)        | 37e                       |
| 145                       | Tuur Dens (BEL)           | 71e                       |
| 146                       | Ward Vanhoof (BEL)        | 41e                       |
| 147                       | Aaron Verwilst (BEL)      | AB                        |

| TotalEnergies TEN | TotalEnergies TEN          | TotalEnergies TEN |
| ----------------- | -------------------------- | ----------------- |
| Num               | Coureur                    | Pos               |
| 151               | Edvald Boasson Hagen (NOR) | 4e                |
| 152               | Thomas Bonnet (FRA)        | 61e               |
| 154               | Émilien Jeannière (FRA)    | AB                |
| 155               | Lorrenzo Manzin (FRA)      | AB                |
| 156               | Dries Van Gestel (BEL)     | AB                |
| 157               | Mattéo Vercher (FRA)       | 86e               |

| CIC U Nantes Atlantique UCN | CIC U Nantes Atlantique UCN | CIC U Nantes Atlantique UCN |
| --------------------------- | --------------------------- | --------------------------- |
| Num                         | Coureur                     | Pos                         |
| 161                         | Pierre Barbier (FRA)        | 79e                         |
| 162                         | Enzo Boulet (FRA)           | AB                          |
| 163                         | Léo Danès (FRA)             | 50e                         |
| 164                         | Maël Guégan (FRA)           | 16e                         |
| 165                         | Rasmus Søjberg (DEN)        | AB                          |
| 166                         | Nolann Mahoudo (FRA)        | 36e                         |
| 167                         | Emmanuel Morin (FRA)        | 19e                         |

| Go Sport-Roubaix Lille Métropole GRL | Go Sport-Roubaix Lille Métropole GRL | Go Sport-Roubaix Lille Métropole GRL |
| ------------------------------------ | ------------------------------------ | ------------------------------------ |
| Num                                  | Coureur                              | Pos                                  |
| 171                                  | Samuel Leroux (FRA)                  | 77e                                  |
| 172                                  | Rait Ärm (EST)                       | 29e                                  |
| 173                                  | Célestin Guillon (FRA)               | AB                                   |
| 174                                  | Maxime Jarnet (FRA)                  | 11e                                  |
| 175                                  | Tom Mainguenaud (FRA)                | 76e                                  |
| 176                                  | Jérémy Leveau (FRA)                  | 42e                                  |
| 177                                  | Norman Vahtra (EST)                  | 22e                                  |

| Saint Michel-Mavic-Auber 93 AUB | Saint Michel-Mavic-Auber 93 AUB | Saint Michel-Mavic-Auber 93 AUB |
| ------------------------------- | ------------------------------- | ------------------------------- |
| Num                             | Coureur                         | Pos                             |
| 181                             | Rudy Barbier (FRA)              | 63e                             |
| 182                             | Romain Cardis (FRA)             | 82e                             |
| 183                             | Nicolas Debeaumarché (FRA)      | AB                              |
| 184                             | Théo Delacroix (FRA)            | 24e                             |
| 185                             | Thomas Gachignard (FRA)         | 9e                              |
| 186                             | Joris Delbove (FRA)             | 52e                             |
| 187                             | Florian Rapiteau (FRA)          | AB                              |